# Diloba infumata
Diloba infumata är en fjärilsart som beskrevs av Leo Schwingenschuss 1918. Diloba infumata ingår i släktet Diloba och familjen nattflyn. Inga underarter finns listade i Catalogue of Life.